# 平奧克社區 (密蘇里州)
平奧克社區（英語：Pin Oak Community）是位於美國密蘇里州沃倫縣的非建制地區。

## 歷史
平奧克社區的郵局於1854年設立，其後於1876年停運。

## 地理
平奧克社區所處的海拔為高於海平面228米（即748英呎），而該地所採用的時區為UTC-6，即北美中部時區（CST）。同時該地設有夏令時間，為UTC-6調快一小時，即UTC-5（CDT）。